# لیتل فری (نیوجرسی)
لیتل فری (به انگلیسی: Little Ferry) شهری در ایالت نیوجرسی کشور ایالات متحده آمریکا است که جمعیت آن در سرشماری سال ۲۰۱۰ میلادی، ۱۰٬۶۲۶ نفر بوده‌است.